# Amblyteles varipes
Amblyteles varipes är en stekelart som beskrevs av Rudow 1888. Amblyteles varipes ingår i släktet Amblyteles och familjen brokparasitsteklar. Inga underarter finns listade i Catalogue of Life.